# 1. Fußball-Club Saarbrücken 2001-2002
Questa voce raccoglie le informazioni riguardanti il 1. Fußball-Club Saarbrücken nelle competizioni ufficiali della stagione 2001-2002.

## Stagione
Nella stagione 2001-2002 il Saarbrücken, allenato da Thomas von Heesen, Heribert Weber e Tom Dooley, concluse il campionato di 2. Bundesliga al 16º posto e retrocesse in Regionalliga. In Coppa di Germania il Saarbrücken fu eliminato al primo turno dal Werder Brema II.

## Rosa
| N. |                     | Ruolo | Calciatore           |
| -- | ------------------- | ----- | -------------------- |
| 1  | Germania (bandiera) | P     | Sven Scheuer         |
| 2  | Germania (bandiera) | D     | Marco Stark          |
| 3  | Germania (bandiera) | D     | Rüdiger Rehm         |
| 4  | Germania (bandiera) | C     | Manfred Bender       |
| 5  | Giappone (bandiera) | D     | Nobutaka Suzuki      |
| 6  | Grecia (bandiera)   | D     | Thomas Stratos       |
| 7  | Italia (bandiera)   | C     | Giuseppe Catizone    |
| 8  | Nigeria (bandiera)  | A     | Sambo Choji          |
| 9  | Nigeria (bandiera)  | A     | Jonathan Akpoborie   |
| 10 | Germania (bandiera) | C     | Matthias Breitkreutz |
| 11 | Croazia (bandiera)  | A     | Daniel Kovačević     |
| 12 | Germania (bandiera) | P     | Peter Eich           |
| 13 | Austria (bandiera)  | D     | Thomas Winklhofer    |
| 14 | Croazia (bandiera)  | C     | Ante Čović           |
| 15 | Nigeria (bandiera)  | D     | Adiele Echendu       |
| 16 | Croazia (bandiera)  | D     | Raphael Susic        |
| 17 | Germania (bandiera) | C     | Norbert Hofmann      |
| 18 | Germania (bandiera) | A     | Björn Tarillon       |
| 19 | Germania (bandiera) | C     | Bernd Maier          |

| N. |                        | Ruolo | Calciatore        |
| -- | ---------------------- | ----- | ----------------- |
| 20 | Germania (bandiera)    | C     | Marco Laping      |
| 21 | Germania (bandiera)    | A     | Andreas Haas      |
| 22 | Canada (bandiera)      | C     | Julian de Guzmán  |
| 23 | Croazia (bandiera)     | D     | Stipe Brnas       |
| 24 | Ucraina (bandiera)     | C     | Anatoli Mushinka  |
| 25 | Camerun (bandiera)     | A     | Pierre Hallé      |
| 26 | Nigeria (bandiera)     | C     | Stephen Musa      |
| 27 | Canada (bandiera)      | C     | Tamandani Nsaliwa |
| 28 | Germania (bandiera)    | D     | Christian Weber   |
| 29 | Germania (bandiera)    | A     | Thomas Esch       |
| 30 | Germania (bandiera)    | C     | Karsten Hutwelker |
| 31 | Germania (bandiera)    | P     | Roman Pletz       |
| 32 | Paesi Bassi (bandiera) | C     | Raymond Beerens   |
| 33 | Brasile (bandiera)     | D     | Márcio Giovanini  |
| 34 | Romania (bandiera)     | D     | Leo Grozavu       |
| 35 | Ungheria (bandiera)    | A     | Tamás Koltai      |
| 36 | Germania (bandiera)    | P     | Christoph Büchel  |
| 37 | Austria (bandiera)     | C     | Hannes Reinmayr   |
| 38 | Germania (bandiera)    | P     | Roland Kuppig     |

## Organigramma societario
Area tecnica
- Allenatore: Tom Dooley
- Allenatore in seconda: Rainer Derber
- Preparatore dei portieri:
- Preparatori atletici:

## Calciomercato

### Sessione estiva
| Acquisti | Acquisti             | Acquisti             | Acquisti |
| R.       | Nome                 | da                   | Modalità |
| -------- | -------------------- | -------------------- | -------- |
| A        | Tamás Koltai         | Rákospalotai EAC     |          |
| D        | Stipe Brnas          | Hrvatski Dragovoljac |          |
| A        | Jonathan Akpoborie   | Wolfsburg            |          |
| C        | Matthias Breitkreutz | Hansa Rostock        |          |
| D        | Igor Budiša          | Eintracht Treviri    |          |
| C        | Giuseppe Catizone    | Stoccarda            |          |
| C        | Ante Čović           | Bochum               |          |
| A        | Daniel Kovačević     | Ulma                 |          |
| C        | Bernd Maier          | Ulma                 |          |
| C        | Tamandani Nsaliwa    | Norimberga           |          |
| D        | Rüdiger Rehm         | Waldhof Mannheim     |          |
| P        | Sven Scheuer         | Adanaspor            |          |
| D        | Marco Stark          | Kaiserslautern       |          |

| Cessioni | Cessioni           | Cessioni               | Cessioni |
| R.       | Nome               | da                     | Modalità |
| -------- | ------------------ | ---------------------- | -------- |
| A        | Rainer Krieg       | Chemnitz               |          |
| A        | Mladen Bartolović  | Cibalia                |          |
| C        | Daniel Cartus      | RW Oberhausen          |          |
| P        | Harald Ebertz      | Kickers Stoccarda      |          |
| C        | Sascha Hörster     | Eintracht Braunschweig |          |
| C        | Karsten Hutwelker  | LR Ahlen               |          |
| D        | Martin Molz        | Elversberg             |          |
| C        | Gernot Plassnegger | Wolfsburg              |          |
| P        | Stephan Straub     | Alemannia Aquisgrana   |          |
| D        | Anthony Tiéku      | RW Oberhausen          |          |

### Sessione invernale
| Acquisti | Acquisti        | Acquisti   | Acquisti |
| R.       | Nome            | da         | Modalità |
| -------- | --------------- | ---------- | -------- |
| C        | Hannes Reinmayr | Sturm Graz |          |

| Cessioni | Cessioni              | Cessioni        | Cessioni |
| R.       | Nome                  | da              | Modalità |
| -------- | --------------------- | --------------- | -------- |
| A        | Philipp Weissenberger | LASK            |          |
| A        | Sergej Dikhtiar       | Wattenscheid 09 |          |
| D        | Igor Budiša           | Schweinfurt 05  |          |

## Risultati

### 2. Bundesliga

#### Girone di andata
| Arbitro: | Stark |

|                 |           |                             |
| Breitkreutz 88’ | Marcatori | 28’, 41’ Klausz 86’ Montero |

| Arbitro: | Kinhöfer |

|                         |           |                 |
| Heberle 29’ Dorbath 57’ | Marcatori | 41’ Breitkreutz |

| Arbitro: | Trautmann |

|                      |           |  |
| Fritz 44’ Kracht 69’ | Marcatori |  |

| Arbitro: | Weber |

|  |           |                                |
|  | Marcatori | 19’ Kryszałowicz 88’ Guié-Mien |

| Arbitro: | Kammerer |

|                                                 |           |           |
| Wichniarek 25’ (rig.), 34’ (rig.) Brinkmann 80’ | Marcatori | 52’ Choji |

| Arbitro: | Scheppe |

|           |           |  |
| Choji 64’ | Marcatori |  |

| Arbitro: | Wezel |

|                                          |           |              |
| Reichel 57’ Azzouzi 65’ (rig.) Kioyo 83’ | Marcatori | 15’ Mushinka |

| Arbitro: | Späker |

|                       |           |                                     |
| Choji 62’ (rig.), 90’ | Marcatori | 16’ Menze 54’ Isa 85’ (rig.) Ristić |

| Aquisgrana 12 ottobre 2001, ore 19:00 CEST 9ª giornata | Alemannia Aquisgrana | 0 – 0 referto | Saarbrücken | Stadio Tivoli (15 200 spett.)\| Arbitro: \| Keßler \| |
| Arbitro:                                               | Keßler               |               |             |                                                       |

| Saarbrücken 21 ottobre 2001, ore 15:00 CEST 10ª giornata | Saarbrücken | 0 – 0 referto | Unterhaching | Ludwigsparkstadion (5 500 spett.)\| Arbitro: \| Stachowiak \| |
| Arbitro:                                                 | Stachowiak  |               |              |                                                               |

| Arbitro: | Trautmann |

|                              |           |                      |
| Ristau 55’, 90’ Schröder 88’ | Marcatori | 28’ Laping 78’ Brnas |

| Arbitro: | Perl |

|  |           |           |
|  | Marcatori | 73’ Thurk |

| Hannover 16 novembre 2001, ore 19:00 CET 13ª giornata | Hannover 96 | 0 – 0 referto | Saarbrücken | Niedersachsenstadion (20 498 spett.)\| Arbitro: \| Anklam \| |
| Arbitro:                                              | Anklam      |               |             |                                                              |

| Arbitro: | Wezel |

|               |           |  |
| Kovačević 47’ | Marcatori |  |

| Arbitro: | Wagner |

|                                      |           |            |
| Bella 37’ Hutwelker 77’ Feinbier 83’ | Marcatori | 19’ Koltai |

| Arbitro: | Gagelmann |

|           |           |           |
| Choji 35’ | Marcatori | 88’ Laars |

| Arbitro: | Meyer |

|                                    |           |  |
| Becker 65’ Frommer 70’ Gerster 81’ | Marcatori |  |

#### Girone di ritorno
| Arbitro: | Frank |

|                                        |           |  |
| Licht 20’ Klausz 55’, 77’ Maksimov 81’ | Marcatori |  |

| Arbitro: | Jansen |

|                   |           |            |
| Hutwelker 9’, 16’ | Marcatori | 1’ Popović |

| Arbitro: | Kinhöfer |

|            |           |              |
| Koltai 30’ | Marcatori | 72’ Waterink |

| Arbitro: | Brych |

|                     |           |                        |
| Preuß 69’ Ćirić 75’ | Marcatori | 8’ Choji 80’ Kovačević |

| Arbitro: | Weber |

|  |           |                             |
|  | Marcatori | 75’ Albayrak 89’ Wichniarek |

| Arbitro: | Gräfe |

|                                                      |           |  |
| Drsek 27’ Peschel 40’ Voss 56’ Keidel 61’ Kienle 78’ | Marcatori |  |

| Arbitro: | Pickel |

|  |           |                                     |
|  | Marcatori | 14’ Unsöld 34’ Ruman 38’ Amanatidīs |

| Arbitro: | Margenberg |

|                              |           |  |
| Isa 55’ Ristić 77’ Okeke 81’ | Marcatori |  |

| Arbitro: | Albrecht |

|                 |           |              |
| Koltai 18’, 55’ | Marcatori | 56’ Ivanović |

| Arbitro: | Frank |

| |           |  |
| Copado 11’ Bugera 21’ (rig.) Grassow 40’ Rösler 45’ Breitenreiter 64’ Lexa 73’ Schwarz 80’ Strehmel 84’ | Marcatori |  |

| Arbitro: | Koop |

|  |           |                           |
|  | Marcatori | 42’ Christiansen 52’ Reis |

| Arbitro: | Kammerer |

|                     |           |           |
| Thurk 3’ Kramny 58’ | Marcatori | 60’ Choji |

| Arbitro: | Schößling |

|              |           |             |
| Reinmayr 34’ | Marcatori | 31’ N'Diaye |

| Arbitro: | Späker |

|                           |           |           |
| Scharpenberg 45’ Judt 60’ | Marcatori | 73’ Hallé |

| Arbitro: | Lange |

|                         |           |                                          |
| Hallé 18’ Hutwelker 87’ | Marcatori | 6’ Dolzer 22’ Arnold 54’ Bella 61’ Bamba |

| Arbitro: | Minskowski |

|                 |           |                         |
| Bałuszyński 42’ | Marcatori | 40’ Čović 48’ Hutwelker |

| Arbitro: | Perl |

|                                                    |           |                                |
| Hutwelker 42’ (rig.) Hallé 48’ Čović 58’ Maier 82’ | Marcatori | 5’ Weigl 40’ García 84’ Djappa |

### Coppa di Germania
| Arbitro: | Frank |

|                                                        |           |  |
| Mamoum 16’ Kern 43’ Schulz 60’ Borowski 79’ Rolfes 86’ | Marcatori |  |

## Statistiche

### Statistiche di squadra
| Competizione      | Punti | In casa | In casa | In casa | In casa | In casa | In casa | In trasferta | In trasferta | In trasferta | In trasferta | In trasferta | In trasferta | Totale | Totale | Totale | Totale | Totale | Totale | DR  |
| Competizione      | Punti | G       | V       | N       | P       | Gf      | Gs      | G            | V            | N            | P            | Gf           | Gs           | G      | V      | N      | P      | Gf     | Gs     | DR  |
| ----------------- | ----- | ------- | ------- | ------- | ------- | ------- | ------- | ------------ | ------------ | ------------ | ------------ | ------------ | ------------ | ------ | ------ | ------ | ------ | ------ | ------ | --- |
| 2. Bundesliga     | 25    | 17      | 5       | 4       | 8       | 18      | 28      | 17           | 1            | 3            | 13           | 12           | 46           | 34     | 6      | 7      | 21     | 30     | 74     | -44 |
| Coppa di Germania | -     | 0       | 0       | 0       | 0       | 0       | 0       | 1            | 0            | 0            | 1            | 0            | 5            | 1      | 0      | 0      | 1      | 0      | 5      | -5  |
| Totale            | 25    | 17      | 5       | 4       | 8       | 18      | 28      | 18           | 1            | 3            | 14           | 12           | 51           | 35     | 6      | 7      | 22     | 30     | 79     | -49 |

### Andamento in campionato
| Giornata  | 1  | 2  | 3  | 4  | 5  | 6  | 7  | 8  | 9  | 10 | 11 | 12 | 13 | 14 | 15 | 16 | 17 | 18 | 19 | 20 | 21 | 22 | 23 | 24 | 25 | 26 | 27 | 28 | 29 | 30 | 31 | 32 | 33 | 34 |
| --------- | -- | -- | -- | -- | -- | -- | -- | -- | -- | -- | -- | -- | -- | -- | -- | -- | -- | -- | -- | -- | -- | -- | -- | -- | -- | -- | -- | -- | -- | -- | -- | -- | -- | -- |
| Luogo     | C  | T  | T  | C  | T  | C  | T  | C  | T  | C  | T  | C  | T  | C  | T  | C  | T  | T  | C  | C  | T  | C  | T  | C  | T  | C  | T  | C  | T  | C  | T  | C  | T  | C  |
| Risultato | P  | P  | P  | P  | P  | V  | P  | P  | N  | N  | P  | P  | N  | V  | P  | N  | P  | P  | V  | N  | N  | P  | P  | P  | P  | V  | P  | P  | P  | N  | P  | P  | V  | V  |
| Posizione | 14 | 15 | 18 | 18 | 18 | 16 | 17 | 17 | 17 | 18 | 18 | 18 | 18 | 18 | 18 | 18 | 18 | 18 | 17 | 18 | 17 | 17 | 17 | 17 | 18 | 17 | 17 | 17 | 17 | 17 | 17 | 17 | 17 | 16 |

Legenda:

Luogo: C = Casa; T = Trasferta. Risultato: V = Vittoria; N = Pareggio; P = Sconfitta.

### Statistiche dei giocatori
| Giocatore        | 2. Bundesliga | 2. Bundesliga | 2. Bundesliga | 2. Bundesliga | Coppa di Germania | Coppa di Germania | Coppa di Germania | Coppa di Germania | Totale   | Totale | Totale      | Totale     |
| Giocatore        | Presenze      | Reti          | Ammonizioni   | Espulsioni    | Presenze          | Reti              | Ammonizioni       | Espulsioni        | Presenze | Reti   | Ammonizioni | Espulsioni |
| ---------------- | ------------- | ------------- | ------------- | ------------- | ----------------- | ----------------- | ----------------- | ----------------- | -------- | ------ | ----------- | ---------- |
| J. Akpoborie     | 4             | 0             | 1             | 0             | 0                 | 0                 | 0                 | 0                 | 4        | 0      | 1           | 0          |
| R. Beerens       | 4             | 0             | 0             | 0             | 0                 | 0                 | 0                 | 0                 | 4        | 0      | 0           | 0          |
| M. Bender        | 9             | 0             | 0             | 0             | 0                 | 0                 | 0                 | 0                 | 9        | 0      | 0           | 0          |
| M. Breitkreutz   | 4             | 2             | 2             | 0             | 0                 | 0                 | 0                 | 0                 | 4        | 2      | 2           | 0          |
| S. Brnas         | 20            | 1             | 5             | 0             | 0                 | 0                 | 0                 | 0                 | 20       | 1      | 5           | 0          |
| I. Budiša        | 6             | 0             | 2             | 0             | 0                 | 0                 | 0                 | 0                 | 6        | 0      | 2           | 0          |
| C. Büchel        | 1             | 0             | 0             | 0             | 0                 | 0                 | 0                 | 0                 | 1        | 0      | 0           | 0          |
| G. Catizone      | 21            | 0             | 4             | 0             | 1                 | 0                 | 0                 | 0                 | 22       | 0      | 4           | 0          |
| S. Choji         | 21            | 7             | 0             | 1             | 1                 | 0                 | 0                 | 0                 | 22       | 7      | 0           | 1          |
| S. Dikhtiar      | 2             | 0             | 0             | 0             | 1                 | 0                 | 0                 | 0                 | 3        | 0      | 0           | 0          |
| A. Echendu       | 26            | 0             | 4             | 0             | 1                 | 0                 | 0                 | 0                 | 27       | 0      | 4           | 0          |
| P. Eich          | 22            | 0             | 1             | 0             | 1                 | 0                 | 0                 | 0                 | 23       | 0      | 1           | 0          |
| T. Esch          | 2             | 0             | 0             | 0             | 0                 | 0                 | 0                 | 0                 | 2        | 0      | 0           | 0          |
| M. Giovanini     | 17            | 0             | 3             | 0             | 0                 | 0                 | 0                 | 0                 | 17       | 0      | 3           | 0          |
| L. Grozavu       | 1             | 0             | 0             | 0             | 0                 | 0                 | 0                 | 0                 | 1        | 0      | 0           | 0          |
| A. Haas          | 1             | 0             | 0             | 0             | 0                 | 0                 | 0                 | 0                 | 1        | 0      | 0           | 0          |
| P. Hallé         | 13            | 3             | 0             | 0             | 0                 | 0                 | 0                 | 0                 | 13       | 3      | 0           | 0          |
| N. Hofmann       | 0             | 0             | 0             | 0             | 0                 | 0                 | 0                 | 0                 | 0        | 0      | 0           | 0          |
| K. Hutwelker     | 14            | 5             | 2             | 1             | 0                 | 0                 | 0                 | 0                 | 14       | 5      | 2           | 1          |
| T. Koltai        | 21            | 4             | 3             | 0             | 0                 | 0                 | 0                 | 0                 | 21       | 4      | 3           | 0          |
| D. Kovačević     | 11            | 2             | 0             | 0             | 0                 | 0                 | 0                 | 0                 | 11       | 2      | 0           | 0          |
| R. Krieg         | 2             | 0             | 0             | 0             | 0                 | 0                 | 0                 | 0                 | 2        | 0      | 0           | 0          |
| R. Kuppig        | 0             | 0             | 0             | 0             | 0                 | 0                 | 0                 | 0                 | 0        | 0      | 0           | 0          |
| M. Laping        | 17            | 1             | 4             | 0             | 1                 | 0                 | 0                 | 0                 | 18       | 1      | 4           | 0          |
| B. Maier         | 10            | 1             | 1             | 0             | 1                 | 0                 | 0                 | 0                 | 11       | 1      | 1           | 0          |
| S. Musa          | 6             | 0             | 2             | 0             | 0                 | 0                 | 0                 | 0                 | 6        | 0      | 2           | 0          |
| A. Mushinka      | 23            | 1             | 4             | 2             | 1                 | 0                 | 0                 | 0                 | 24       | 1      | 4           | 2          |
| T. Nsaliwa       | 12            | 0             | 3             | 0             | 0                 | 0                 | 0                 | 0                 | 12       | 0      | 3           | 0          |
| R. Pletz         | 6             | 0             | 0             | 0             | 0                 | 0                 | 0                 | 0                 | 6        | 0      | 0           | 0          |
| R. Rehm          | 13            | 0             | 5             | 1             | 1                 | 0                 | 0                 | 0                 | 14       | 0      | 5           | 1          |
| H. Reinmayr      | 14            | 1             | 0             | 0             | 0                 | 0                 | 0                 | 0                 | 14       | 1      | 0           | 0          |
| S. Scheuer       | 6             | 0             | 0             | 0             | 0                 | 0                 | 0                 | 0                 | 6        | 0      | 0           | 0          |
| M. Stark         | 20            | 0             | 5             | 1             | 0                 | 0                 | 0                 | 0                 | 20       | 0      | 5           | 1          |
| T. Stratos       | 5             | 0             | 0             | 0             | 1                 | 0                 | 0                 | 0                 | 6        | 0      | 0           | 0          |
| R. Susic         | 22            | 0             | 6             | 0             | 0                 | 0                 | 0                 | 0                 | 22       | 0      | 6           | 0          |
| N. Suzuki        | 0             | 0             | 0             | 0             | 0                 | 0                 | 0                 | 0                 | 0        | 0      | 0           | 0          |
| B. Tarillon      | 5             | 0             | 0             | 0             | 0                 | 0                 | 0                 | 0                 | 5        | 0      | 0           | 0          |
| C. Weber         | 19            | 0             | 2             | 0             | 1                 | 0                 | 0                 | 0                 | 20       | 0      | 2           | 0          |
| P. Weissenberger | 1             | 0             | 0             | 0             | 0                 | 0                 | 0                 | 0                 | 1        | 0      | 0           | 0          |
| T. Winklhofer    | 22            | 0             | 9             | 1             | 1                 | 0                 | 1                 | 0                 | 23       | 0      | 10          | 1          |
| J. de Guzmán     | 19            | 0             | 3             | 0             | 1                 | 0                 | 1                 | 0                 | 20       | 0      | 4           | 0          |
| A. Čović         | 20            | 2             | 5             | 0             | 1                 | 0                 | 0                 | 0                 | 21       | 2      | 5           | 0          |